# 中村詩織
中村 詩織（なかむら しおり、1982年7月30日 - ）は、日本の食育普及活動家、教育者、料理研究家、アートディレクター、イラストレーター、イベント企画、エッセイスト、絵本作家、演出家、ラジオパーソナリティ。
株式会社クレバーエンタープライズ所属及び一般社団法人日本食育HEDカレッジ代表理事、農林水産省フードアクション・ニッポン「FAN バサダー ゴールド」委嘱、一般社団法人全国日本調理技能士連合会客員講師。

## 来歴
鹿児島県鹿児島市出身。上京後、東京都目黒区にあるスペイン料理店で接客から調理までの全ての業務を担いながら、料理や店舗経営を学んだ。2011年、トータルボディセラピストの養成学校へ通った後、リラクゼーションサロン（羽田空港内）でセラピストとして勤務した。中村は美容に関する講師及びワークショップ等を通して「食」に対して興味を持つ。2005年に日本で成立した食育基本法が世界的にみても前例のない法律として注目されていることを知り、食育の普及を開始し、現在は大人の食育セミナー、地産地消支援、食文化の継承、商品やレシピ開発等、食育スペシャリストとして多岐に渡る活動をしている。

## 略歴
- 2014年4月、東京都中央区銀座にあるSinger Bar 絆を間借りし、珈琲と自家製カレーを提供
- 2015年7月、食育スペシャリスト認定取得
- 2018年7月、株式会社クレバーエンタープライズと業務提携
- 2019年1月、同社の文化人として所属
- 2020年10月、一般社団法人日本食育HEDカレッジを設立[6]

## 人物
- 子供の頃から宇宙や星が好きで科学雑誌ニュートンを定期講読していた。また、料理を作るのが好きで、中村の家族と季節の伝統食、ケーキ、パン等を手作りしていた。
- 理論物理学に興味があり、科学館へプラネタリウムを観に行くのが好き。
- 祖母と母がフラワーアレンジメントをするのを見て育ち、中村自身も教室に通った。その影響を受け、料理でもエディブルフラワー（食用花）を使用したレシピがいくつかある。
- 旅行が好きで、国内外問わず、その土地の歴史や郷土料理を学んでいる。
- 世界中のスターバックスのマグカップを集めるのが趣味で、50カ国程ののコレクションがある。
- 山登りやハイキングが好きで富士山に登頂している。
- 神社仏閣、城、忍者など歴史のあるところが好きで、名古屋城を使ったイベント[7]を手がけたことがある。
- コンサート、スポーツ観戦、舞台鑑賞が好き。

## 出演・活動

### ラジオ
- 渋谷クロスFM shibuya voice MC佐藤結美（2017年12月）[8]
- 各放送局（KBS・SBC・WBS・CBC・IBS）「岩波理恵の本気トーク」With タブレット純（2018年3月2日）[9]
- エフエム戸塚「EVENING STATION すしこの子育て応援隊コーナー」（2019年3月19日）[10]
- MBC南日本放送・RKC「うたのたね」（2019年6月16日） - ゲスト出演
- MBC南日本放送「陶山賢治のぶにせんもえ」（2019年7月28日） - ゲスト出演
- 各放送局（BSN・BSS・RKC・JRT・GBS・ROK・YBC・IBS・KBS）「三山ひろしの演歌の夜明け」(2019年6月16日 - 6月20日) - ゲスト出演
- MBC南日本放送「People's」「食育の歴史と普及活動の現在」（2020年2月15日 - 2月22日） - ゲスト出演
- 渋谷クロスFM しぶや防災Cafe「防災食育の備えるレシピについて」（2020年6月10日） - ゲスト出演
- 中村詩織のちょっとうたかた～ハッピースマイルカフェ～（2020年 - 2024年3月）[11][12]

### テレビ
- KTS鹿児島テレビ「かごニュー」（2019年8月1日・2020年2月5日）  - ゲスト出演

### イベント・ネットメディア
- ニコニコ給食ワークショップ「お残しは許しまへんで！」（2017年10月）[13]
- ニコニコ生放送「夜桜亭日記 with 浅野久美・saya」(2018年9月）
- 東京ドーム開催FANイベント「フードアクションニッポン」（2019年10月）
- シャポー船橋・株式会社トータルウェル主催「本格薪窯で焼く！親子食育ピザ教室・おとな食育ピザ教室」（2019年12月15日） [14]
- エコッツェリア協会主催「東京の島々の豊かな食・食文化の魅力を、オンラインで現地の方々と繋がりながら、アグリ・フードビジネスをデザインする」「DAY4：新島の食めぐり　あめりか芋と島の焼酎の魅力」（2020年11月30日） - ファシリテーター

### 連載
- リスク対策.com（2019年 - ）[15]
- ニフティ株式会社×株式会社しんがり（2016年5月 - 7月）[16][17][18]

### セミナー・研修
- 社会福祉法人鹿児島県保育連合主催「会食を通して笑顔へ繋ぐ～未来の子供たちへ」（2016年8月18日）
- 国際観光日本レストラン協会主催「親子体験食味学習会」（2016年8月24日）
- 東京鶴丸会（鹿児島県立鶴丸高等学校）主催「食を通して笑顔へ繋ぐ～ひとり暮らしの食提案～」（2017年5月22日）
- 浅草国際学院主催日本伝統文化・教育研修「中国蘇州の子供たちへ食育授業」（2017年7月2日）
- 長谷工コミュニティ主催「大人の食育セミナー」お味噌について知ろう・味噌玉作り等（2018年10月）[19]
- 東京日本橋ロータリークラブ主催　「食を通して笑顔へ繋ぐ〜食への意識が変わる瞬間〜」（2020年9月15日） - 講演

### プロデュース・開発
- 三日月ショッピングジャパン ハラールレシピ（ロールキャベツ、チーズ、パンケーキ）を考案（2015年11月 - 12月）
- 北海道苫小牧の水産会社 ホッキ貝を使用したメニュー（カレー、ホッキバーガー、フリット、タルタルソース）を開発（2016年3月1日 - 4月17日）
- 飲食店（Food Bar NINE）をプロデュース（2016年4月1日 - 5月9日）
- 東京都築地の水産会社 ウニを使用したメニュー（ディップソース、クリームコロッケ、炊き込みご飯）を開発（2017年2月1日 - 2月26日）
- 北海道旭川の有機栽培小麦農家 ヴィーガンメニュー（照り焼きバーガー、ほうれん草グラタン、スパイシーカレー）を開発（2017年4月9日 - 5月22日）
- 株式会社コンパーテス・ジャパン主催のランチビュッフェ「15種類以上の野菜と自家製ドレッシングを楽しめる森のピクニック」を設営及び運営(2019年3月10日)

### 監修・その他の活動
- サンケイリビング新聞社の子育てママを応援するウェブサイトの記事監修（2016年11月13日） [20]
- 北京親善訪問（在中国日本国大使館　日本食普及親善大使：北京永昌優勝餐 飲管理有限公司 代表取締役社長・統括料理長、他）（2017年5月23日 - 5月25日）
- 朝鮮料理スランジェ食育フェア「旬活はじめませんか」鹿児島県産黒豚と旬の味覚を楽しむ旬活セット！（2020年11月19日）

## 逸話
リラクゼーションサロン時代に全国300店舗の売り上げランキングに名前が掲載されるなど好成績を収めた。
「食育スペシャリスト中村詩織」の名前は、中村自身が食育という言葉を広めたいと思い、考えたものとされる。中村によると、まだ日本では「食育」という言葉の入った名前の人がいなかったため「食育スペシャリスト」を名字とし、「中村詩織」を名前としたとのこと。また、自己紹介の時に「食育スペシャリスト中村詩織」と名乗れば覚えてもらいやすいとひらめいたことに由来している。